# Thomas Moore (katona)
Sir Thomas Moore, közismert nevén Captain Tom (Keighley, 1920. április 30. – Bedford, 2021. február 2.) százados, a brit hadsereg második világháborús tisztje. Világszerte ismertté vált, amikor a 100. születésnapját megelőzően jótékony célokra szervezett gyűjtést a COVID-19 járvány idején. Az öreg veterán 100 kört akart megtenni saját kertjében, hogy ezzel 1000 fontot gyűjtsön, ám az adománygyűjtő akció végére 32,79 millió fontot, átszámítva mintegy 13,3 milliárd forintot ajánlottak fel az emberek a járvány elleni védekezésre. Érdemei elismeréséért tiszteletbeli ezredessé léptették elő, II. Erzsébet pedig lovaggá ütötte. Az idős férfit 2021 januárjának végén szállították kórházba, ahol a koronavírus okozta tüdőelégtelenségbe 2021. február 2-án belehalt.

## Élete

### Fiatalkora
Thomas Moore 1920. április 30-án született a yorkshire-i Keighley városában, és ott is nőtt fel. Apja, Wilfred építész családból származott, anyja, Isabella pedig tanárként dolgozott. Moore a Keighley Grammar Schoolban végzett, és az építészmérnöknek tanult tovább.

### Katonai szolgálata
Moore-t 1940 májusában besorozták a Wellington herceg ezredének (8 DWR) 8. zászlóaljába, Cornwallban állomásoztatták, nyolc hónappal a második világháború kezdete után. Később még abban az évben kiválasztották a tisztképzésre, és részt vett egy tiszti kadétkiképző egységben, mielőtt 1941. június 28-án segédtisztté léptették elő.
1941. október 22-én Moore a Royal Armored Corps tagja lett. Később még abban az évben áthelyezték az indiai 9. zászlóaljba (9 DWR), amely aztán a 146. ezred királyi páncéloshadtestjévé alakult át. Indiában azt a feladatot kapta, hogy képzési programot állítson össze a hadsereg motorosainak és vezesse azt. Eleinte Bombay-be (ma Mumbai), majd Kalkuttába (ma Kolkata) küldték szolgálatot teljesíteni. 1942. október 1-jén előléptették hadnaggyá és 1944. október 11-én ideiglenesen századossá. A 14. hadsereg, az úgynevezett elfelejtett hadsereg részeként a nyugat-burmai Arakanban szolgált, ahol túlélte a dengue-lázat. 
Moore 1945 februárjában tért vissza az Egyesült Királyságba, hogy részt vegyen egy tanfolyamon a Churchill tankok belső működéséről, és oktató lehessen. Ezután már nem tért vissza az ezredéhez, oktatóként és a dorseti Bovington Camp-i  Armoured Vehicle Fighting School technikai segédtisztjeként szolgált, amíg 1960-ban le nem szerelték. A későbbiekben 64 éven át szervezte a zászlóalj éves találkozóját.

### Későbbi évei
1949-ben házasodott össze első feleségével, de 1967-ben elváltak, gyermekük nem született.
Miután elhagyta a hadsereget, Moore értékesítési vezetőként dolgozott egy tetőfedő anyagokkal foglalkozó vállalatnál Yorkshire-ben, majd később egy fensi betongyártó vállalat, a Called Concrete Products Ltd. ügyvezető igazgatója volt, amelyet March Concrete Products Ltd.-re neveztek át, miután 1983-ban kivásárolták a céget, amelyet végül 1987-ben adták el az Amalgamated Roadstone Corporationnek.
Később munkahelyén összeismerkedett 15 évvel fiatalabb munkatársával, Pamelával, akivel később egybekeltek. Két lányuk született, Lucy és Hannah. Miután Tom 72 évesen nyugdíjba vonult, a pár Spanyolországba költözött. Felesége később demenciában szenvedett, így hazaköltöztek, Pamela 2 éves otthonápolást követően 2006-ban hunyt el.
Moore hosszasan versenyzett motorkerékpárokkal: 12 évesen vásárolta meg az elsőt, és a 23-as rajtszámot viselte. Scott motorkerékpárral versenyzett, amellyel több trófeát is nyert. Moore 1934 és 1936 között a Keighley and District Photographic Association tagja volt, ahogy apja is. Versenyzőként részt vett a BBC Blankety Blank játéksorozatának 1983-as karácsonyi különkiadásában.

## Világhírű adománygyűjtése

### Kerti sétája és adománygyűjtése
2020. április 6-án, a COVID-19 járvány idején és közeledve 100. születésnapjához, Moore adománygyűjtő kampányba kezdett az NHS Charities Together, a brit nemzeti egészségügyi szolgálat (NHS) munkatársait, önkénteseit és betegeit támogató jótékonysági szervezetek csoportja számára. Célja az volt, hogy kertjében 100 darab 25 méteres távot tegyen meg, napi tízet teljesítse a születésnapjáig egy kerekes járókeret segítségével, akciójának a Tom's 100th Birthday Walk for the NHS nevet adva.
A kezdeti 1000 font cél elérése április 10-én megvalósult, a célt először 5000 fontra, végül pedig 500 000 fontra növelték, amikor már a világon egyre több ember vett benne részt. A hozzájárulás mértéke ugrásszerűen nőtt, miután a brit média nyilvánosságra hozta a nemes törekvést, Moore rövid telefonos interjújával kezdve Michael Ball vasárnapi műsorában a BBC Radio 2-n április 12-én. Száz hosszas célját április 16-án reggel érte el a yorkshire-i ezred 1. zászlóaljának biztonságos távolságban álló díszsorfala mellett, ugyanis ebbe az ezredbe olvasztották be a veterán korábbi egységét 2006-ba. Ekkor azt mondta, nem hagyja abba, és egy második százas távot célzott meg.
Születésnapjának reggeléig 30 millió fontot gyűjtött, a kampány JustGiving oldala a nap végén lezárult; a teljes összegyűjtött összeget 32 796 475 fontban állapították meg, további 6 173 663,31 font várható az adókedvezményekből, ez az összes JustGiving-kampány eddigi rekordja, megelőzve a korábbi Stephen Sutton által (részben posztumusz) gyűjtött 5,2 millió font összeget. A kampány során több mint 1,5 millió személy adományozott.

### A slágerlista élén
A Moore által lesétált 100. hossz emlékére az énekes, Michael Ball a BBC Breakfastben élőben elénekelte a You'll Never Walk Alone című slágerét. 24 órán belül  az előadásból digitális kislemez készült, amely az eredeti előadó mellett az NHS Voices of Care Choir-t és Moore szavait is tartalmazta. A Decca Records által április 17-én kiadott dal, amelynek összes bevétele az NHS Charities Togetherhez került, a felvétel az Egyesült Királyság The Official Big Top 40 slágerlistájának élére került. Az első 48 órában csaknem 36 000 példányt adtak el, és ez volt a legnépszerűbb dal a Official Charts Company mérése szerint is. Április 24-én egyenesen a UK Singles Chart első helyére került, ezzel Moore lett a legidősebb ember, aki elérte ezt a pozíciót, ami azt jelentette, hogy 100. születésnapján az első helyen állt, ezzel ő lett a legidősebb listavezető és egyslágeres előadó, így bekerült a Guinnes rekordok közé is.
Moore esélyét az 1. hely elérésére fokozta, amikor legfőbb versenytársa, a The Weeknd, aki akkoriban a slágerlistákat vezette, a Twitter segítségével arra kérte az embereket, hogy támogassák Moore-t, és segítsék 100. születésnapjára az első helyre. A The Weeknd Blinding Lights című dala ennek megfelelően a 2. helyre csúszott vissza.  Miután kampánya véget ért, Moore arra ösztönözte az embereket, hogy továbbra is adakozzanak, közvetlenül az NHS Charities Together  felhívására, majd ezt követően saját alapítványán keresztül.

### Elismerései
Az idős veteránt hamar a szívébe zárta Nagy-Britannia és az egész világ. Századik születésnapja alkalmából mintegy 160 000 üdvözlőlapot küldtek, amit több tucat önkéntes bontott ki, a brit posta pedig külön bélyeget adott ki a könnyebb célba juttatás érdekében. Az ilyenkor szokásos formalevél helyett a királynő egy személyes levéllel üdvözölte a születésnapost és gratulált neki. Moore háza felett katonai díszrepülés keretében áthúzott egy Hurricane és Spitfire vadászgép, valamint egy-egy Wildcat és Apache helikopter. A hadsereg tettéért tiszteletbeli ezredessé léptette elő. Miután 800 000 kérelem érkezett ez ügyben, Boris Johnson miniszterelnök személyes javaslatára II. Erzsébet egy különleges ceremónia keretében 2020. július 17-én a windsori kastély udvarán lovaggá ütötte.

## Halála
2021. január 31-én az idős veteránt a bedfordi kórházba szállították, miután tesztje pozitív eredményt mutatott a SARS-CoV-2-re, és tüdőgyulladással kezelték. Thomas Moore február 2-án hunyt el a családja körében a COVID-19 okozta tüdőelégtelenségben. A tüdőgyulladásra szedett gyógyszerek miatt nem lehetett beoltani a COVID-19 ellen.
A Buckingham-palota közleményt adott ki, amelyben azt állt: „A királynő részvétét küldi Sir Tom Moore százados családjának. Őfelsége nagyon élvezte, hogy tavaly Windsorban találkozhatott Sir Tom századossal és családjával. Ő és a királyi család gondolatban velük vannak.”
Boris Johnson miniszterelnök Moore-t „a szó legvalódibb értelmében vett hősnek” nevezte, és méltatta katonai szolgálatáért és adománygyűjtő erőfeszítéseiért egyaránt. Johnson azt is bejelentette, hogy a Downing Street 10 és 11 fölötti zászlókat félárbócra fogják ereszteni a tiszteletére. Johnson azt is kérte az országtól, hogy csatlakozzon a Moore-ra emlékező nemzeti tapsos megemlékezéshez 2021. február 3-án 18 órakor.

## Kitüntetései
Moore az alábbi brit kitüntetésekkel lett elismerve:
| Szalagsáv | Megnevezés          | Jegyzetek                           |
| --------- | ------------------- | ----------------------------------- |
|           | Knight Bachelor     | 2020. május 20.                     |
|           | 1939–1945 Star      |                                     |
|           | Burma Star          |                                     |
|           | Defence Medal       | Újraadományozva 2020. április 30-án |
|           | War Medal 1939–1945 |                                     |

## Fordítás
- Ez a szócikk részben vagy egészben  a   Captain Tom című angol Wikipédia-szócikk ezen változatának fordításán alapul.  Az eredeti cikk szerkesztőit annak laptörténete sorolja fel. Ez a jelzés csupán a megfogalmazás eredetét és a szerzői jogokat jelzi, nem szolgál a cikkben szereplő információk forrásmegjelöléseként.